# Cerro Negro (Portuguesa)
El Cerro Negro (9°34′08″N 69°24′36″O / 9.569, -69.41) es una formación de montaña ubicada en una exclusiva región natural al norte de Portuguesa, a poca distancia al oeste de Acarigua, en el occidente de Venezuela. A una altitud promedio entre 1.319 m s. n. m. y 1.330 m s. n. m. el Cerro Negro es una de las montañas más altas en Portuguesa.

## Ubicación
El Cerro Negro está ubicado en el extremo este del parque nacional El Guache y rodeado de los poblados rurales de Moroturo, Santa Rosa de Guache, Hacha, Santa Ana, Sanarito, La Laguna, San Bartolo, Santa Bárbara, Palmarito, Jobillal, y Guache de Garabote, todos ubicados dentro de los límites del parque.
En la misma fila de montaña y hacia el sur del Cerro Negro están el Cerro Santa Ana y el Cerro Moroturo